# Thamsanqa Sangweni
Thamsanqa Sangweni est un footballeur sud-africain né le 26 mai 1989 à Empangeni. Il évolue au poste de milieu défensif à Chippa United.

## Carrière
- 2009-2012 : AmaZulu FC ( Afrique du Sud)
- 2012-2013 : Mamelodi Sundowns ( Afrique du Sud)
- 2013-2014 : Ajax Cape Town ( Afrique du Sud)
- Depuis 2014 : Chippa United ( Afrique du Sud)